# Henri-Joseph Rigel
Pour les articles homonymes, voir Rigel (homonymie).
Henri-Joseph Rigel, né à Wertheim le 9 février 1741 et mort à Paris le 2 mai 1799, est un compositeur français d'origine allemande. Ses fils Louis Rigel (1769-1811) et Henri Jean Rigel (1772-1852) sont également compositeurs.

## Biographie
Rigel reçoit sa formation musicale d'abord auprès de son père, puis auprès de Niccolò Jommelli et François-Xavier Richter à Mannheim. En 1767, il s'installe à Paris, où il connaît rapidement le succès au Concert Spirituel, pour lequel il composa plusieurs oratorios et dont il est pour quelque temps le directeur. À partir de 1783, il est professeur de solfège à l'École royale de chant. Après la Révolution, il est professeur de piano de « première classe » au conservatoire de Paris.

## Œuvres
Parmi ses œuvres, on trouve 15 symphonies, des concertos, six quatuors (op. 10, c. 1773) et sonates pour le clavecin, deux motets (regina coeli et ave verum corpus). Entre 1788 et 1799, il composa 16 opéras. Ses compositions sont influencées par Christoph Willibald Gluck et se rallient aux mouvements internationaux de l'époque. Rigel est également l'auteur de mélodies comme Les Adieux de la présidente de Tourvel, au vicomte de Valmont, une romance sur des paroles du marquis de La Maisonfort publiée dans les Feuilles de Terpsichore en 1784.

### Symphonies
- 6 symphonies, op. 12, publiées en 1774
  - Symphonie no 1 en ré majeur (1770)
  - Symphonie no 2 en sol majeur
  - Symphonie no 3 en do majeur
  - Symphonie no 4 en do mineur (1774)
  - Symphonie no 5 en mi bémol majeur
  - Symphonie no 6 en ré majeur
- Symphonie no 7 en ré majeur (1780)
- Symphonie no 8 en sol mineur (1783)
- 6 symphonies, op. 21, publiées en 1786
  - Symphonie no 9 en ré majeur
  - Symphonie no 10 en ré mineur
  - Symphonie no 11 en sol majeur
  - Symphonie no 12 en si bémol majeur
  - Symphonie no 13 en do majeur
  - Symphonie no 14 en fa majeur

### Opéras
- Le Savetier et le financier, opéra comique en 2 actes (1778)
- Rosanie, opéra-comique (Comédie italienne 1780)
- Alix de Beaucaire, drame lyrique (Comédie italienne 1787)
- Le bon fermier, opéra-comique (Théâtre des Beaujolais 1788)
- Azélie, comédie-féérie (1790)

### Oratorios (Hiérodrames)
- La Sortie d'Égypte (1774)
- La Destruction de Jéricho (1778)
- Jephté (1783)

### Clavecin
- Six Sonates pour le Clavecin, op. 1 (Paris, 1767)
- Pièces de Clavecin mêlées de Préludes pour les Commençants, Op. 5 (Paris, 1770)

## Discographie
- Symphonies, par l'ensemble Concerto Köln (label Berlin Classics)
- La Sortie d'Égypte ; La Destruction de Jéricho ; Jephté, par Olivier Schneebeli (K617)
- Quatuors dialogués, Quatuor Franz Joseph (ATMA classique ACD2 2348)